# Montañas Purcell

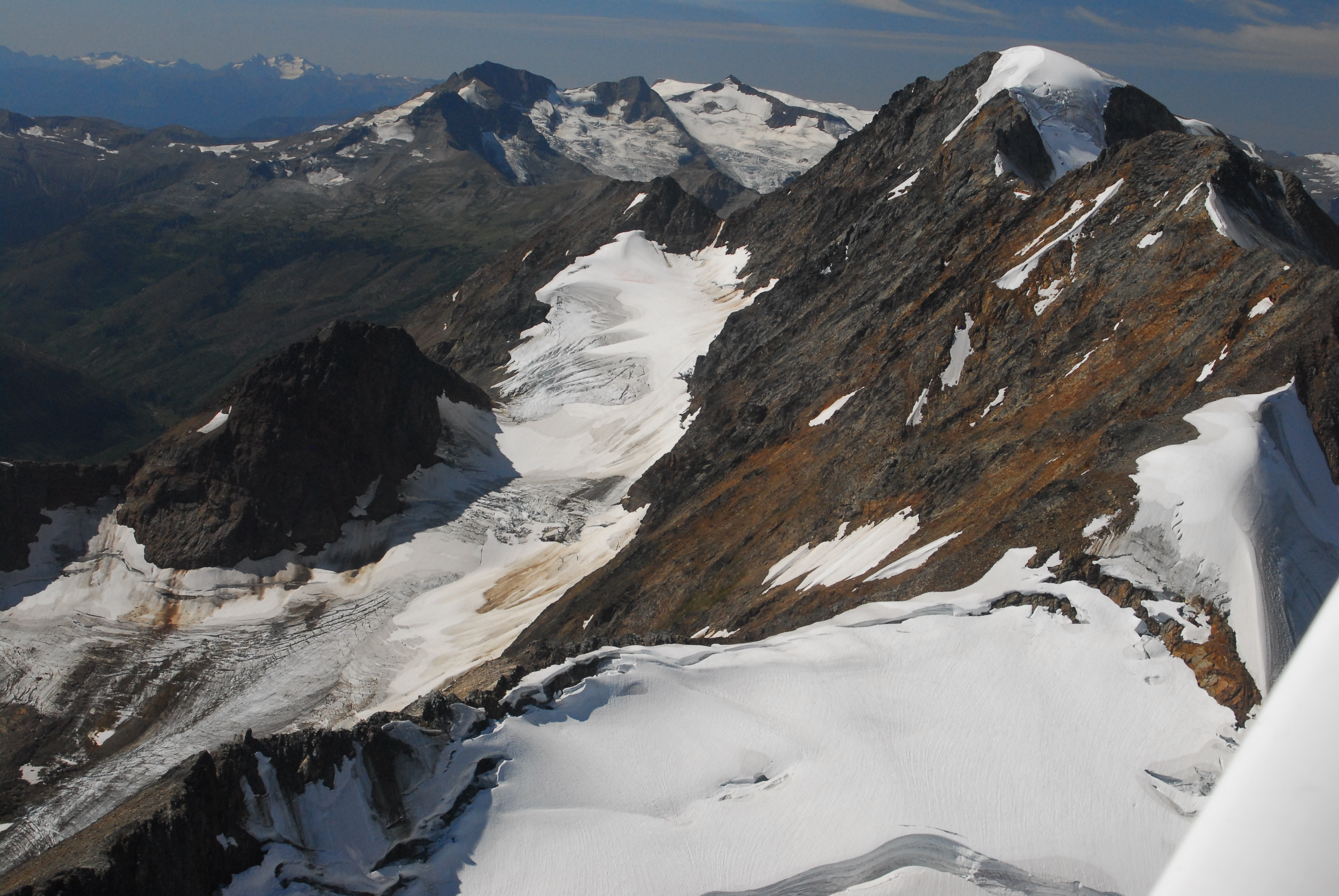
Otra vista aérea de las Purcell cerca de Invermere

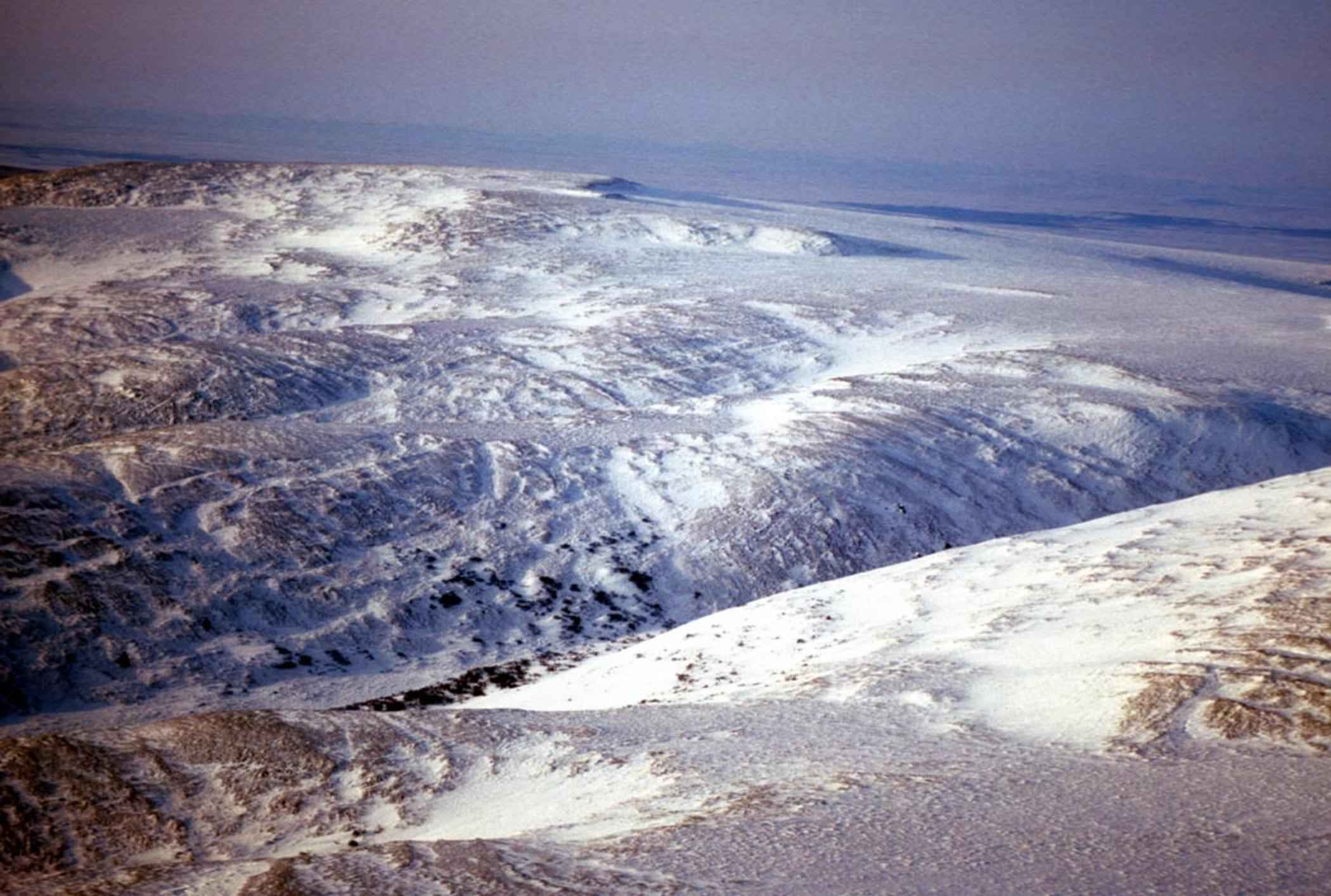
Otra vista aérea de las Purcell cerca de Invermere

Las montañas Purcell (en inglés: Purcell Mountains) son una cordillera en el sudeste de Columbia Británica, en Canadá . Son una subcordillera de las montañas Columbia, que incluye las montañas Selkirk, Monashee, y Cariboo. Están localizadas en el lado oeste de la trinchera de las Montañas Rocosas, en el área del valle de Columbia, y en el lado este del valle del lago Kootenay y el río Duncan. El único asentamiento importante en las montañas es la estación de esquí Panorama Mountain Village, aunque hay pequeños asentamientos, como Yahk y Moyie a lo largo de la carretera Crowsnest, y algunas zonas rurales residenciales dependientes de las ciudades de Creston, Kimberley y Cranbrook, que se encuentran próximas a la cordillera.
Las montañas Purcell se muestran en algunos mapas de los Estados Unidos como montañas de Percell, donde su límite meridional sobresale en los estados de Idaho y Montana, junto al lago Koocanusa, un embalse del río Kootenay.
Las clasificaciones geográficas estadounidenses consideran que las Percells forman parte de las Montañas Rocosas, pero en Canadá esa terminología está reservada para cordones montañosos situados en el lado este de la Trinchera de las Montañas Rocosas.

## Subcordilleras
Los principales subsistemas de las montañas Purcell son:
- cordillera Carbonate
- cordillera Dogtooth
- grupo Farnham
- grupo MacBeth
- cordillera McGillivary
- cordillera Moyie
- cordillera Septet
- cordillera Spillimacheen
- Starbird Ridge
- grupo Stockdale
- glaciar Toby
- grupo Truce
- cordillera Yahk